# عبد الوهاب عبد الله

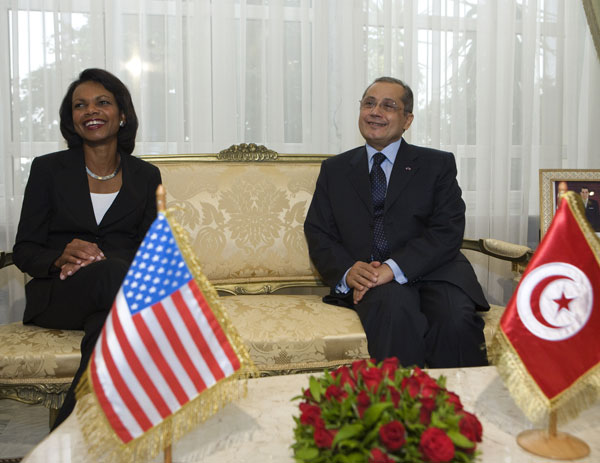
عبد الوهاب عبد الله مع كوندوليزا رايس بتونس (مدينة) في

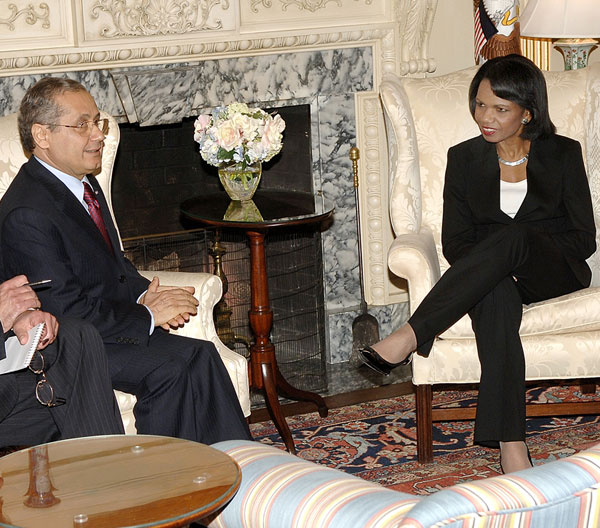
عبد الوهاب عبد الله مع كوندوليزا رايس بواشنطن في

عبد الوهاب عبد الله (من مواليد المنستير في 14 فيفري 1940)، هو سياسي ورجل إعلام تونسي يعد من أقرب المقربين من الرئيس السابق زين العابدين بن علي.
عُرف قبل الثورة بالرجل المُتحكّم في الإعلام التونسي و«غوبلز» نظام بن علي.

## السيرة
أتم عبد الوهاب تعليمه الابتدائي في مدينة سبيطلة والثانوي بمعهد الذكور بسوسة والمعهد العلوي. درس الحقوق والعلوم السياسية بفرنسا وتحصل على إجازة في الحقوق من جامعة كان وعلى شهادة مرحلة ثالثة في العلوم السياسية من جامعة باريس. درّس عبد الوهاب عبد الله في جامعة كان ثم ابتداء من العام 1971 في المعهد الأعلى للتصرف في تونس ثم في معهد الصحافة وعلوم الإخبار. شغل بعدها عددا من المناصب في وزارة التربية، الديوان الرئاسي ووزارة الثقافة. عين في نوفمبر 1979 رئيسا مديرا للشركة الجديدة للطباعة والصحافة والنشر ومديرا عاما لصحيفة لابراس وظل في منصبه إلى 6 أوت 1986 تاريخ تعيينه على رأس وكالة تونس إفريقيا للأنباء. عين في 10 سبتمبر 1987 أواخر عهد بورقيبة وزيرا للإعلام.
ساهم من منصبه كمسؤول عن الإعلام في إنجاح إنقلاب 7 نوفمبر 1987 الذي أتى ببن علي للحكم. عين في أكتوبر 1988 سفيرا لتونس لدى المملكة المتحدة وإيرلندا وبقي في منصبه إلى 20 ديسمبر 1990 تاريخ تعيينة وزيرا مستشارا لدى رئيس الجمهورية وناطقا رسميا باسم رئاسة الجمهورية. بقي محافظا على المنصبين قرابة 13 عاما اعتبر خلالها المهندس للمشهد الإعلامي في تونس. في نوفمبر 2003 عوضه عبد العزيز بن ضياء كناطق رسمي باسم رئاسة الجمهورية. في 17 أوت 2005، أعلن في خطوة مفاجئة عن تعيينه وزيرا للشؤون الخارجية خلفا لعبد الباقي الهرماسي. استمر على رأس وزارة الشؤون الخارجية إلى 14 جانفي 2010 تاريخ تعويضه بكمال مرجان. لم يستمر ابتعاده على المناصب طويلا إذ أعلن في 18 جانفي عن تعيينه وزيرا مستشارا لدى رئيس الجمهورية مكلفا بالشؤون السياسية. حزبيا ينتمي عبد الوهاب عبد الله إلى الديوان السياسي للتجمع الدستوري الديمقراطي الحاكم منذ 2006 وقد تولى في صيف 2008 خطة الناطق الرسمي باسم مؤتمر التحدي للحزب ورئاسة لجنة الثقافة والاعلام التحضيرية.
تولى بين عامي 1981 و1982 رئاسة فريق الاتحاد الرياضي المنستيري.
اعتقل عقب الثورة التونسية وأفرجت عنه المحكمة في جويلية 2013. في 12 جويلية 2013 قررت الدائرة الجنائية بالمحكمة الابتدائية بتونس العاصمة الإبقاء على عبد الوهاب عبد الله وخمس مديرين عامين سابقين لمؤسسة التلفزة التونسية إبراهيم الفريضي ومصطفى الخماري ومحمد الفهري شلبي ومنصف قوجة والهادي بن نصر في حالة سراح فيما يعرف بقضية شركة كاكتوس وحددت يوم 25 أكتوبر 2013 للنظر في أصل القضية. وقد غادر مساء 12 جويلية سجن المرناقية.

## الحياة الشخصية
متزوج من السيدة علياء التي شغلت منصب رئيس مدير عام البنك التونسي.